# 封丘県
封丘県（ふうきゅう-けん）は、中華人民共和国河南省の新郷市に位置する県。

## 行政区画
- 鎮:城関鎮、黄陵鎮、黄徳鎮、応挙鎮、陳橋鎮、趙崗鎮、留光鎮、潘店鎮、李荘鎮、陳固鎮、居廂鎮、魯崗鎮、尹崗鎮
- 郷:城関郷、王村郷、荊宮郷、曹崗郷、馮村郷
- 民族郷:荊郷回族郷